# Evripídis Stylianídis
Evripídis Stylianídis (en grec moderne Ευριπίδης Στυλιανίδης né le 8 avril 1966 à Maronia près de Komotiní dans les Rhodopes,) est un homme politique grec.

## Biographie

### Formation
De 1984 à 1989, il fait sa licence de droit à l'Université Démocrite de Thrace à Komotiní. Il obtient son doctorat à l'Université de Hambourg en 1994, tout en travaillant au consulat de Grèce de la ville. Il fait ensuite son service militaire dans l'artillerie.

### Conseiller et enseignant
En 1995 et 1996, il est conseiller auprès du président de la Nouvelle Démocratie chargé des questions de la jeunesse et de la diplomatie culturelle.
En 1997 et 1998, il enseigne le droit public à l'Université nationale capodistrienne d’Athènes. Il est aussi chargé de recherches jusqu'en 2000 au European Public Law Center (EPLC).

### Débuts en politique
Evripídis Stylianídis se présente pour la première fois aux élections européennes pour la Néa Dimokratia en 1994. En 1996, il se présente au Parlement hellénique dans ses Rhodopes natales, mais la loi électorale l'empêche d'être élu, alors qu'il aurait eu (selon lui) le plus de voix. Il est finalement élu en 2000 et réélu en 2004.

### Ministre de Karamanlís
Il devient ministre de l'Éducation et des Cultes du gouvernement de Kostás Karamanlís le 22 septembre 2007, en remplacement de Mariétta Yannákou.
Lors du remaniement ministériel du 7 janvier 2009, et peut-être à la suite des événements de décembre 2008, il passe ministre des Transports.

### Ministre de Samarás
Ayant quitté le pouvoir le 7 octobre suivant, avec la victoire des socialistes aux élections législatives, il revient aux responsabilités le 21 juin 2012, en tant que ministre de l'Intérieur du gouvernement du conservateur Antónis Samarás. Il est remplacé, le 24 juin 2013, par Giánnis Michelákis.
Aux élections législatives grecques de janvier 2015, il est élu député au Parlement grec sur la liste de la Nouvelle Démocratie dans la circonscription de Rhodope.